# اینسستیساید
اینسستیساید (به انگلیسی: Incesticide) نام یک آلبوم گردآوری‌شده از گروه گرانج آمریکایی، نیروانا است. این آلبوم از تک‌آهنگ سال ۱۹۹۰ گروه، Sliver، دموها، اوت‌تیک‌ها، بازخوانی‌ها، ترانه‌های پخش‌شده از رادیو و ... تشکیل می‌شود. در آن هنگام، تمام ترانه‌های این آلبوم در میان طرفداران گروه دست به دست می‌چرخید (هرچند با کیفیت پایینتر). باور قالب در نشریات موسیقی بر این است که هدف گروه از انتشار این آلبوم این بوده که نسخه با کیفیت‌تری از این ترانه‌ها را در اختیار هوادارانشان قرار دهد. با این حال، Charles R. Cross، در کتابش به نام کوبین نادیده، می‌نویسد که کوبین به این خاطر با انتشار آلبوم موافقت کرد که کنترل کاملی بر روی طراحی پوستر آلبوم به او داده شده بود. آلبوم در ۱۴ دسامبر ۱۹۹۲ در اروپا، و ۱۵ دسامبر ۱۹۹۲ در ایالات متحده منتشر شد و در نهایت موفق شد در جدول بیلبورد ۲۰۰ رتبه ۳۹ را کسب کند. پوستر این آلبوم توسط کوبین کشیده شده‌است که آن را به صورت Kurdt Kobain امضا کرده‌است. اردک پلاستیکی که در پشت جلد آلبوم دیده می‌شود هم متعلق به کوبین بوده‌است. ناشر آلبوم، گفن رکوردز، تصمیم گرفته بود که تبلیغات زیادی برای آلبوم انجام ندهد و انتشار آلبوم خیلی بی سروصدا صورت گرفت، احتمالاً به این خاطر که چون در چند ماه پیش از انتشار اینسستیساید، آلبوم بی‌خیال و تعدادی تک‌آهنگ از گروه منتشر شده بود، گفن رکورز برای جلوگیری از یک «دلزدگی نیروانایی» این تصمیم را گرفته بود. علارقم عدم وجود تبلیغات و ماهیت گردآوری‌شده آلبوم که از آثار قدیمی و جدید تشکیل شده بود، اینسستیساید در دو ماه اول حدود ۵۰۰٬۰۰۰ نسخه به فروش رساند و گواهی پلاتین دریافت کرد.